# 2017 v letectví
Tento článek obsahuje seznam událostí souvisejících s letectvím, které proběhly roku 2017.

## Události

### Leden
- 3. ledna – Izraelské vojenské letectvo vyřadilo ze služby stroje General Dynamics F-16 Fighting Falcon varianty „A“, které dosud sloužily převážně k výcviku.[1]
- 17. ledna – Představitelé Austrálie, Čínské lidové republiky a Malajsie oznámili zastavení bezvýsledného pátrání po Boeingu 777-200ER letu MH370 Malaysia Airlines, který beze stopy zmizel 8. března 2014. Nevyloučili však jeho obnovení v případě objevu přesvědčivých důkazů nasvědčujících možné lokaci letounu.[2]
- 18. ledna – Letectvo Spojených států amerických úspěšně bombardovalo tábor teroristů spojených s hnutím Daeš 45 km jihovýhodně od libyjské Syrty. Útok provedly dva B-2 Spirit 509. bombardovacího křídla USAF ze základny Whiteman AFB v Missouri (doprovázené po část letu dvěma náhradními stroji) za podpory tankovacích letounů KC-135 Stratotanker a KC-10A Extender. Na vyhledání a označení cílů se podílely i americké speciální jednotky působící v Libyi od srpna 2016, a nálet byl následován útokem 3–4 bezpilotních letadel MQ-1 Predator a MQ-9 Reaper startujícími z Tuniska.[3]

### Únor
- 4. února – Tuniské letectvo převzalo prvních 6 vrtulníků Bell OH-58D Kiowa Warrior z celkem 24 objednaných.[4]
- 13. února – V odbavovacím prostoru Mezinárodního letiště Kuala Lumpur byl zavražděn Kim Čong-nam, starší bratr severokorejského diktátora Kim Čong-ila, pravděpodobně agenty severokorejské tajné služby.[5]

### Březen
- 3. března – Japonské námořní síly sebeobrany vyřadily poslední dva Sikorsky MH-53E.[6] Ve službě je nahradil typ AgustaWestland CH-101/MCH-101.
- V noci ze 16. na 17. března – Izraelské vojenské letectvo provedlo úder na cíl na území Sýrie. Izraelské sdělovací prostředky spekulují, že mohlo jít o konvoj přepravující zbraně teroristickému hnutí Hizballáh do Libanonu. Syrská arabská protivzdušná obrana si nárokuje sestřel jednoho izraelského letounu, což izraelská strana popřela. Podle jejího tvrzení naopak došlo k úspěšnému nasazení raket izraelského raketového obranného systému Arrow, který sestřelil jednu ze syrských střel země-vzduch.[7] Jednalo se o jeho první operační nasazení.
- 29. března – Indické námořní letectvo vyřadilo ze služby hlídkové letouny Tupolev Tu-142.[8]

### Duben
- 4. dubna – Nálet Syrských arabských vzdušných sil za použití chemických zbraní[9] na Chán Šajchún v provincii Idlib vedl k zhruba stovce civilních obětí.[10] Jednalo se o nejrozsáhlejší případ nasazení chemických zbraní v syrské občanské válce od útoků v Ghútě.[11]
- V noci z 6. na 7. dubna – Raketové torpédoborce Námořnictva Spojených států amerických USS Porter a USS Ross odpálily 59 střel s plochou dráhou letu BGM-109 Tomahawk na základnu Syrských arabských vzdušných sil Šajrát, z níž byl 4. dubna proveden útok chemickými zbraněmi na Chán Šajchún.[12]

### Květen
- 2. května – Alitalia, italský vlajkový letecký přepravce, podal návrh na zahájení řízení o svém úpadku.[13]
- 5. května – Řecké vojenské letectvo definitivně vyřadilo ze služby taktické průzkumné letouny McDonnell RF-4E Phantom II.[14] V průzkumné roli je nahradí General Dynamics F-16C/D Fighting Falcon s podvěsnými kontejnery DB-110.
- 26. května – Skupina šesti letounů F-16C/D Fighting Falcon Egyptského vojenského letectva, s doprovodem dvou Rafale DM a podporou jednoho E-2C-II Hawkeye, zaútočila na šestici cílů spjatých s islamistickým hnutím Daeš v okolí Derny, v odvetu za útok na autobus s koptskými křesťany v provincii Minjá k němuž došlo téhož dne.[15] Nálet byl ještě téhož večera následován dalším podobného rozsahu a další cíle jižně od Derny byly napadeny jedním MiG-23BN Libyjského letectva.

### Červen
- 18. června – Boeing F/A-18E Super Hornet peruti VFA-87[16] Námořnictva Spojených států amerických, operující z paluby letadlové lodi USS George H. W. Bush, v blízkosti syrského města Rakka sestřelil stíhací bombardér Suchoj Su-22 Syrských arabských vzdušných sil, který přes opakovaná varování nepřestal ohrožovat pozemní síly koalice bojující v Sýrii proti islamistickému hnutí Daeš.[17]
- 21. června – Královské vzdušné síly Ománu převzaly první dva exempláře letounu Eurofighter Typhoon z 12 objednaných.[18]
- 21. června – Polské letectvo převzalo na letišti Varšava-Okęcie první ze dvou objednaných lehkých dopravních letounů Gulfstream G550.[19]

### Červenec
- 20. července – Chorvatské letectvo vypsalo požadavky na nový víceúčelový bojový letoun, který by měl nahradit zastaralé MiG-21bisD/UMD. Tendr se obrací na možné dodavatele z Izraele, Řecka, Švédska a USA.[20]
- 31. července – Bolivijské letectvo vyřadilo ze služby zbývající čtyři cvičné letouny Lockheed T-33 Shooting Star. Bylo posledním vojenským provozovatelem tohoto typu.[21]

### Srpen
- 3. srpna – Vzdušné síly Slovenské republiky převzaly na základně Prešov první dva vrtulníky UH-60M Black Hawk z celkem devíti objednaných.[22]
- 10. srpna – Flotilla de Aeronaves Španělského námořnictva obdržela první dva kusy vrtulníků Sikorsky SH-60F Seahawk z celkem šesti objednaných. Ve službě doplní již užívané stroje varianty SH-60B a postupně nahradí zbývající Sikorsky SH-3 Sea King.[23]
- 15. srpna – Německé aerolinky Air Berlin vyhlásily úpadek z důvodu platební neschopnosti.[24]
- 26. srpna – Indická společnost Hindustan Aeronautics Limited zahájila sériovou výrobu lehkého bitevního vrtulníku HAL Light Combat Helicopter.[25]
- 26. srpna – Námořnictvo Spojených států amerických po ceremonii na námořní letecké základně NAS Patuxent River vyřadilo ze služby Northrop Grumman EA-6B Prowler.[26] Poslední provozovaný kus, EA-6B BuNo 159909/SD536, sloužil jako experimentální u zkušební jednotky VX-23, po vyřazení typu z operační služby v roce 2015.
- 30. srpna – Letectvo Spojených států amerických (USAF) vyřadilo během ceremonie na Joint Base Andrews ze služby u 99. transportní peruti 89. transportního křídla poslední tři letouny Gulfstream C-20B.[27]

### Září
- 1. září – Skotské regionální aerolinky Loganair, v období let 2008–2017 operující v rámci franšízy Flybe, a předtím v letech 1993–2008 jako součást British Airways, obnovily provoz pod vlastní značkou.[28]
- 2. září – Modifikovaný North American P-51D Mustang pojmenovaný „Voodoo“, imatrikulace N5551VC, pilotovaný Stevem Hintonem Jr. v Challis v severozápadním Idahu překonal rychlostní rekord FAI v kategorii C-1e (pozemní letouny o hmotnosti 3000–6000 kg poháněné pístovým motorem) výkonem 551,53 mph (885,53 km/h).[29] Pokud bude rekord FAI oficiálně uznán prolomil by tím dosavadní oficiální maximum pístových strojů v hodnotě 820,24 km/h (528,31 mph) dosažené roku 1989 Lyle Sheltonem na upraveném stroji Grumman F8F Bearcat „Rare Bear“.
- 7. září – Izraelské vojenské letectvo provedlo ze vzdušného prostoru Libanonu úder řízenými střelami na cíl na území Sýrie, podle prohlášení mluvčí Izraelských obranných sil na objekt spojený s výrobou bojových chemických látek režimem prezidenta Asada.[30]

- 17. září – Představitelé Spojeného království a Kataru v Dauhá podepsali předběžnou dohodu (Statement of Intent) o podmínkách nákupu 24 letounů Eurofighter Typhoon pro Katarské letectvo.[31]
- 17. září – Bylo oznámeno, že Egyptské vojenské letectvo obdrželo první kusy letounu MiG-29M/M2.[32]
- 18. září – Afghánské vzdušné síly převzaly na letišti v Kandaháru první dva vrtulníky Sikorsky UH-60A+ Black Hawk. Jedná se o první část dodávky 159 kusů z přebytků US Army které mají, v rámci programu Black Hawk Exchange and Sale Transaction, během příštích pěti let nahradit zastarávající Mil Mi-17.[33] Na rok 2017 je plánováno předání 53 kusů, a počty v dalších letech budou záviset na financování jejich přepravy americkým Kongresem.
- 18. září – Vojskové letectvo US Army (United States Army Aviation Branch) po ceremonii na Felkerově armádním letišti (Felker Army Airfield), které je součástí komplexu Joint Base Langley–Eustis, definitivně vyřadilo ze služby lehké vrtulníky Bell OH-58D Kiowa Warrior.[34] Vyřazování typu probíhalo od roku 2014, v souvislosti s restrukturalizací US Army, a vyřazené exempláře jsou postupně předávány ozbrojeným silám spojeneckých zemí v rámci programu výzbrojní pomoci.
- 19. září – Jednotky izraelské protivzdušné obrany nad Golanskými výšinami raketou systému Patriot sestřelily bezpilotní letadlo pravděpodobně ovládané hnutím Hizballáh, směřující z území Sýrie nad Izrael.[35]
- 28. září – Pobřežní stráž Spojených států amerických převzala první hlídkový a záchranný letoun Alenia HC-27J Spartan předaný z výzbroje Letectva Spojených států amerických, z celkem čtrnácti plánovaných kusů.[36]

### Říjen
- 2. října – zbankrotovala britská letecká společnost Monarch Airlines. Důvodem byly dlouhodobé finanční potíže.[37]
- 2. října – Argentinské letectvo převzalo první čtyři exempláře letounu Beechcraft T-6C+ Texan II.[38] Dodávky zbývajících osmi kusů objednávky mají následovat v červnu a prosinci 2018.
- 5. října – Poslední jednotka aktivních sil United States Air Force užívající transportní letouny Lockheed C-130H Hercules, 36. transportní peruť, je vyřadila ze služby. Výzbroj aktivních jednotek USAF vybavených typem C-130 Hercules je tak nyní plně tvořena variantou Lockheed Martin C-130J Super Hercules, ačkoliv varianta C-130H zůstává ve službě u druholiniových útvarů Air Force Reserve Command a Air National Guard.[39]
- První týden v říjnu – Srbské letectvo obdrželo šest kusů letounu MiG-29, darovaných Ruskou federací po jejich vyřazení z výzbroje ruského letectva.[40]
- 9. října – Libanonské letectvo převzalo první dva turbovrtulové lehké bojové letouny Embraer A-29A Super Tucano.[41]
- 11. října – Fleet Air Arm Australského královského námořnictva převzala poslední z patnácti objednaných vrtulníků Eurocopter EC135 T2+, který v cvičné roli vystřídá Eurocopter AS350 Squirrel. Budou provozovány společně se stroji téhož typu vojskového letectva Australské armády v rámci systému Army/Navy Helicopter Aircrew Training System (HATS).[42]
- 16. října – Raketová baterie sil Syrské arabské protivzdušné obrany zaútočila na letouny Izraelského vojenského letectva provádějící průzkumný let ve vzdušném prostoru Libanonu. Podle syrské strany došlo k zásahu jednoho letounu, který byl donucen k návratu na základnu, ale podle izraelské nebyl žádný z izraelských letounů zasažen, a odvetný nálet provedený o dvě hodiny později vyřadil syrskou protiletadlovou raketovou baterii asi 30 mil (cca 50 km) východně od Damašku.[43]
- 16. října – Argentinské armádní letectvo převzalo dvacet vrtulníků Agusta Bell 206, vyřazených z výzbroje italských Carabinieri.[44]
- 18. října – Saúdskoarabský nízkonákladový přepravce Flynas zahájil lety na lince Rijád-Bagdád. Jedná se o první pravidelné spojení mezi Saúdskou Arábií a Irákem od vypuknutí války v Zálivu v srpnu 1990.[45]
- 19. října – Pobřežní stráž Spojených států amerických převzala závěrečný čtrnáctý exemplář letoun Alenia HC-27J Spartan, předaný jí z výzbroje Letectva Spojených států amerických.[36]
- 24. října – Vzdušné síly Slovenské republiky převzaly první transportní letoun Alenia C-27J Spartan.[46]
- 27. října – Německá letecká společnost Air Berlin, která v srpnu vyhlásila úpadek, uskutečnila svůj poslední let na trase Berlín–Mnichov. Ukončila jím 38 let svého provozu.[47]
- 31. října – Nizozemský dopravce KLM Cityhopper vyřadil z provozu dopravní letouny typu Fokker 70, které u něj již 28. 10. podnikly svůj poslední let.[48] Skončil tak provoz letounů značky Fokker u společnosti KLM, jehož počátek se datoval do roku 1921, a letecká flotila KLM Cityhopper se nyní skládá výhradně ze strojů řady Embraer E-Jet.

### Listopad
- 1. listopadu – Izraelské vojenské letectvo ve večerních hodinách podniklo nálet na cíl jižně od syrského Homsu. Podle prohlášení bojovníků syrské provládní koalice byl cílem závod na zpracování mědi, zatímco podle Syrské observatoře pro lidská práva se jednalo o vojenské zařízení. Podle tvrzení mluvčího syrské vládní strany jednotky protivzdušné obrany vystřelily proti útočícím letounům protiletadlovou střelu. Představitelé izraelské vlády i mluvčí izraelských obranných sil odmítli zprávy o útoku blíže komentovat, ale podle zpráv Kanálu 10 izraelské televize se všechny izraelské letouny bezpečně vrátily na základnu.[49]
- 7. listopadu – Americká letecká společnost United Airlines vyřadila z provozu typ Boeing 747. Poslední let jejího letounu varianty Boeing 747-400 proběhl na trase mezi Mezinárodním letištěm San Francisco a honolulským Mezinárodním letištěm Daniela K. Inouye.[50] Posledním americkým provozovatelem Boeingu 747 zůstala společnost Delta Air Lines.
- 14. listopadu – Lockheed Martin ukončil výrobu stíhaček F-16 Fighting Falcon v texaském Fort Worth, a další výrobu typu přesunul do závodu v jihokarolinském Greenville.[51] Poté, co texaský provoz opustil poslední F-16C-52-CF, určený pro Irácké letectvo, budou uvolněné kapacity použity k rozšíření výroby typu F-35 Lightning II.
- 15. listopadu – Polské letectvo převzalo dopravní letoun Boeing 737, verze 737-800, první z jím celkem tří objednaných strojů tohoto typu.[52]

### Prosinec
- 1. prosince – Fleet Air Arm Australského královského námořnictva vyřadilo ze služby vrtulníky typu Sikorsky S-70B-2 Seahawk, které plně nahradila varianta MH-60R Seahawk.[53]
- 4. prosince – Polské aerolinky LOT převzaly svůj první letoun Boeing 737 MAX.[54]
- 6. prosince – Izraelské vojenské letectvo deklarovalo dosažení počáteční operační způsobilosti letounů typu Lockheed Martin F-35I Adir.[55]
- 13. prosince – Rakouská letecká společnost Niki pozastavila operace a vyhlásila bankrot.[56]
- 22. prosince – Francouzské letectvo převzalo svůj první transportní letoun Lockheed Martin C-130J Super Hercules, z celkem čtyř objednaných.[57]

## První lety

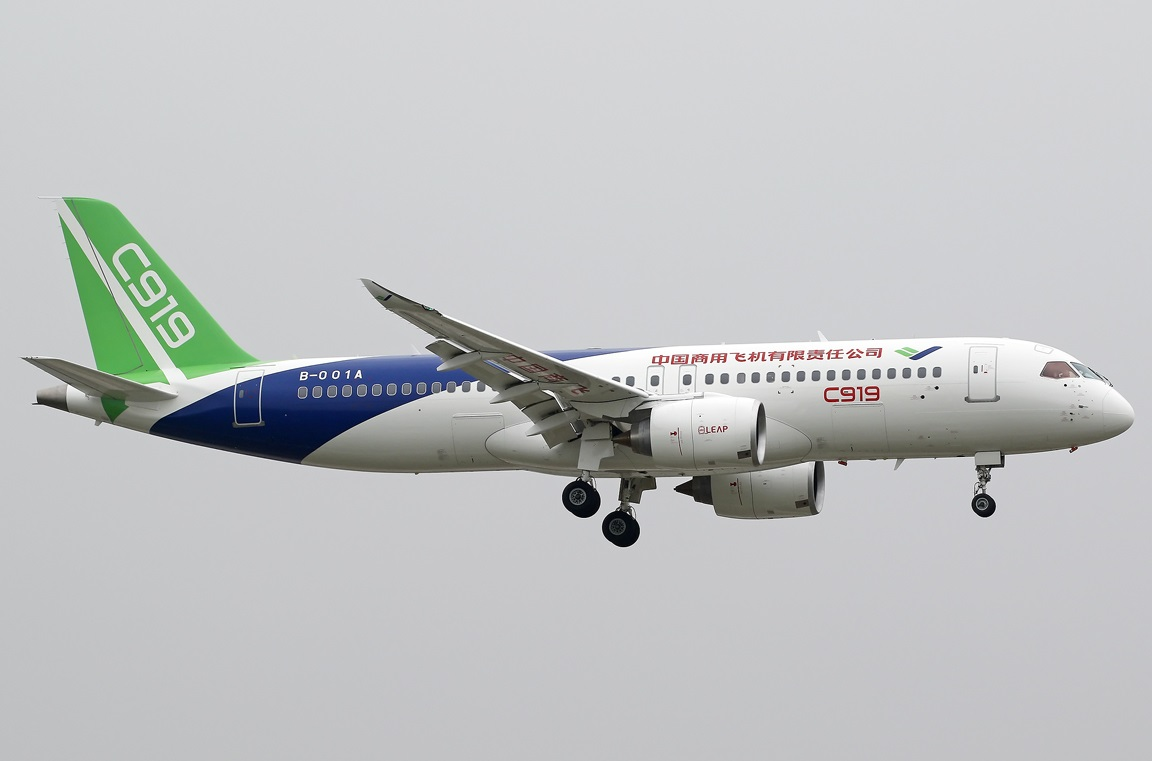
Čínský letoun Comac C919, který poprvé vzlétnul 5. května 2017

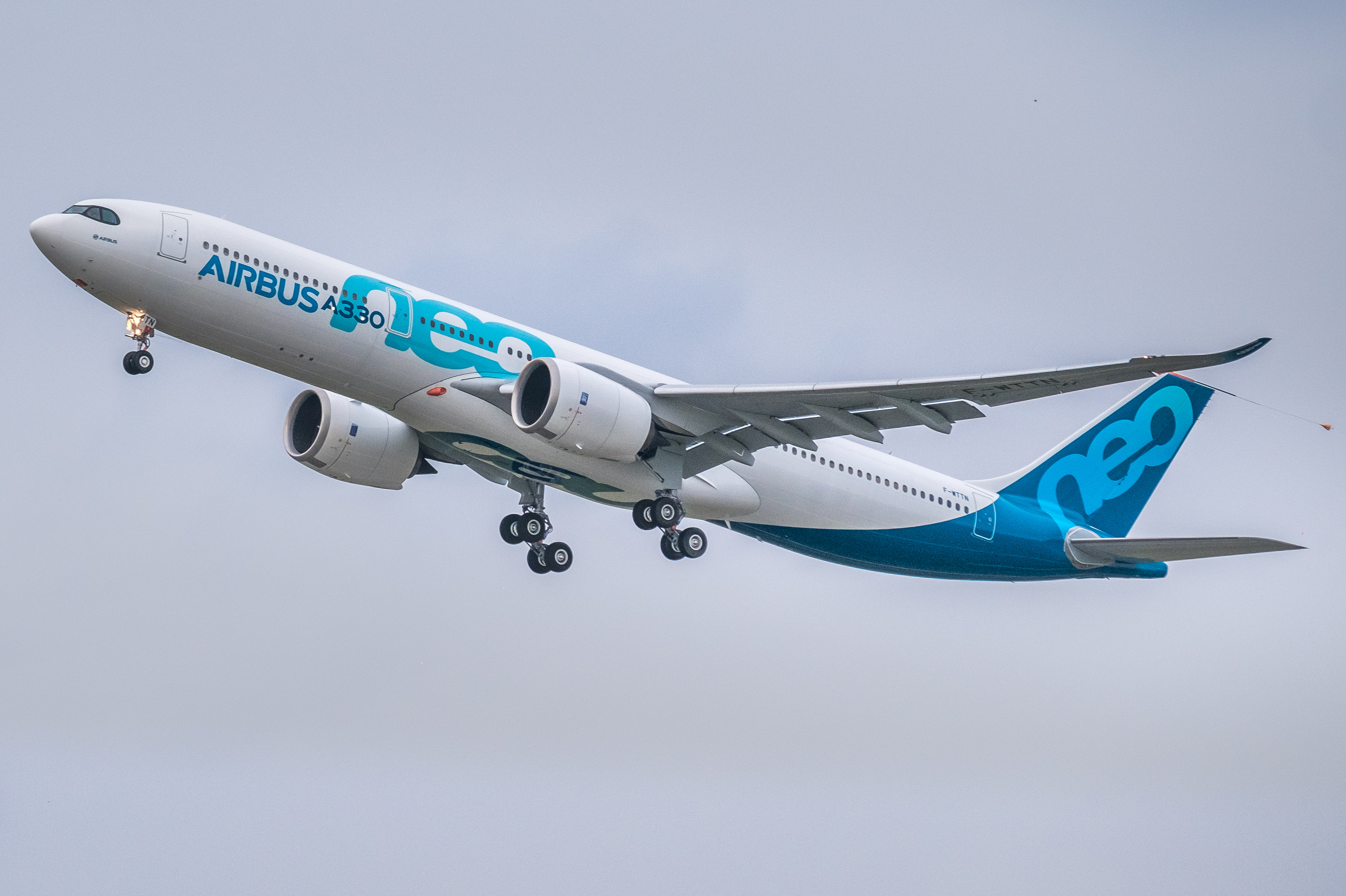
Modernizovaný Airbus A330, A330neo poprvé vzlétnul 19. října 2017

- 29. března – Embraer 195-E2, nejdelší ze série modernizovaných Embraerů E-Jet
- 31. března – Airbus A319neo,[58] nejkratší verze Airbusu A320neo
- 31. března – Boeing 787-10 Dreamliner,[59] nejdelší verze Boeingu 787
- 31. března – Antonov/Taqnia An-132, modernizovaná verze Antonovu An-32
- 13. dubna – Boeing 737 MAX 9, modernizovaná verze Boeingu 737NG
- 27. dubna – AVIC AG-600, čínský obojživelný hydroplán
- 5. května – Comac C919, čínský dvoumotorový proudový dopravní letoun
- 25. května – Lockheed Martin LM-100J, civilní varianta vojenského transportního letounu Lockheed Martin C-130J Super Hercules[60]
- 28. května – Irkus MS-21, ruský dvoumotorový proudový dopravní letoun
- 15. června – Saab 39 Gripen E, představitel nové generace švédského víceúčelového bojového letounu Gripen[61]
- červenec – Calidus B-250
- 5. července – Dassault Falcon 5X, francouzský business jet
- 16. srpna – Indonesian Aerospace N-219, indonéské dvoumotorové vrtulové letadlo
- 11. října – Scaled Composites 401, americké experimentální letadlo[62]
- 19. října – Airbus A330-900neo, představitel nové generace evropského širokotrupého proudového dopravního letounu[63]
- 18. prosince – Bell V-280 Valor, prototyp amerického konvertoplánu,[64] vyvíjený jako jeden z uchazečů ve výběrovém řízení Future Vertical Lift

## Letecké nehody
Rok 2017 byl nejbezpečnějším pro létání v historii. Došlo k smrtelným nehodám pěti osobních a pěti nákladních letounů. Na palubách zahynulo 44 lidí, mimo letadlo na zemi 35.
- 16. ledna – při pokusu o přistání havaroval let Turkish Airlines 6491 u Letiště Manas v Biškeku. Zemřeli všichni 4 členové posádky nákladního stroje Boeing 747-400F a dalších 34 lidí na zemi.
- 30. března – stroj Antonov An-26 společnosti Aerogaviata havaroval na západě Kuby při nárazu do hory. Na místě zahynulo všech 8 členů posádky.[66]
- 26. dubna – MiG-31 ze stavu Vzdušně-kosmických sil Ruské federace se zřítil v blízkosti výcvikového prostoru u obce Telemba v Burjatsku po zásahu střelou R-33, kterou během cvičení odpálil jiný MiG-31. Pilot i operátor zbraňových systémů se úspěšně katapultovali. Příčinou incidentu byly chyby obou osádek a pravděpodobně také problémy v integraci radaru Zaslon-AM a systému řízení palby Baget-55.[67]
- 27. května – Let L-410 Turbolet (imatrikulace 9N-AKY) letu 409 společnosti Summit Air (dříve Goma Air) při pokusu o přistání za zhoršené viditelnosti na Letišti Tenzinga a Hillaryho v nepálské Lukle narazil na strom před prahem přistávací dráhy. Stroj byl zcela zničen.[68] Kapitán letadla zemřel krátce po vyproštění z trosek a kopilot o osm hodin později v nemocnici. Palubní průvodčí utrpěla lehká zranění a byla evakuována do Káthmándú.[69]
- 12. října – Beechcraft 100 King Air kanadské společnosti Skyjet Aviation se během přiblížení na přistání na Mezinárodním letišti Jeana Lesage v Québecu srazil s bezpilotním letadlem. Letoun utrpěl lehká poškození, ale podařilo se mu bezpečně přistát a šest pasažérů a dva členové osádky vyvázli bez zranění. Jednalo se o první nehodu tohoto druhu v Severní Americe.[70]
- 31. prosince – Cessna 208 Grand Caravan charterového letu 9916 kostarické společnosti Nature Air havarovala při startu za nepříznivých povětrnostních podmínek nedaleko letoviska Punta Islita v provincii Guanacaste.[71] Na palubě letounu zahynuli oba členové osádky, devět amerických turistů a jejich průvodce.